# Rodolfo Quezada Toruño
Dom Rodolfo Quezada Toruño (Cidade da Guatemala, 8 de março de 1932 - Cidade da Guatemala, 4 de junho de 2012) foi um cardeal guatemalteco, arcebispo emérito da Guatemala desde 19 de junho de 2001, conhecido como O Cardeal da Paz da Guatemala.
Recebeu a ordenação presbiteral no dia 21 de setembro de 1956, pelas mãos de Dom Mariano Rossell y Arellano. Foi ordenado bispo no dia 13 de maio de 1972, pelas mãos de Dom Girolamo Prigione, Dom Costantino Cristiano Luna Pianegonda, OFM e Dom José Ramiro Pellecer Samayoa.
Foi criado cardeal no consistório de 21 de outubro de 2003, presidido por João Paulo II, recebendo o título de Cardeal-presbítero de São Saturnino.
Faleceu em 4 de junho de 2012, às 6h50, com 80 anos, no pós-operatório de uma cirurgia destinada a resolver um grave abdómen agudo por oclusão intestinal, no hospital privado "Hermano Pedro", zona 11, na Cidade da Guatemala.